# Phyllonorycter comptoniella
Phyllonorycter comptoniella là một loài bướm đêm thuộc họ Gracillariidae. Nó được tìm thấy ở Canada (Nova Scotia, Québec) và Hoa Kỳ (Connecticut, New Jersey và Vermont).
Ấu trùng ăn Comptonia asplenifolia và Comptonia peregrina. Chúng có thể ăn lá nơi chúng làm tổ.